# Śloka
Lo śloka (devanāgarī: श्लोक; s.m.; pronunciato [ˈɕloːkə]; spesso anglicizzato in shloka; "inno",  "stanza", "metro epico", dalla radice śru, orecchio) è un termine sanscrito che indica una categoria di versi della metrica vedica detta anche anuṣṭubh.
Rappresenta la base della poesia epica indiana e può essere considerata la forma del verso hindū per eccellenza, dal momento che è quella più frequentemente usata nella poesia classica in lingua sanscrita. Il Mahābhārata e il Rāmāyaṇa, per esempio, sono composti quasi esclusivamente in śloka.

## Origini mitologiche
La tradizione hindū assegna la scoperta di questo tipo di "canto" a Vālmīki, mitico autore del Rāmāyaṇa.
La prima sezione (kāṇḍa) del Rāmāyaṇa, il Bālakāṇḍa, si avvia con il celebre Ṛṣi della sfera celeste (devaṛṣi), Nārada, che visita Vālmīki, il quale con l'occasione gli domanda quale sia l'eroe da celebrare per la sua virtù, "Rāma" risponde il devaṛṣi, narrandogliene le vicende epiche.

Il giorno successivo, ancora impressionato dal racconto di Nārada, Vālmīki si reca sulle rive del fiume Tamasā per le quotidiane purificazioni mattutine. Lì il poeta coglie un cacciatore uccidere un uccello krauñca (probabilmente una gru cenerina) mentre questi si accoppiava. D'istinto Vālmīki lancia una maledizione contro il cacciatore, sorprendendosi per le parole pronunciate che conservavano comunque un ritmo meravigliosamente melodioso: il cantore aveva elaborato lo śloka, il verso musicale su cui si sarebbe fondata la letteratura sanscrita. Vālmīki ritiene che tale stupendo ritmo melodioso non sia che il risultato del gioco divino, līlā, e quindi si immerge nelle profondità meditative dove gli appare Brahmā che gli spiega la ragione della sua "scoperta": tale ritmo poetico si fonda sul dolore (śoka) ed è per questa ragione che prende il nome di śloka.
saḥ anuvyāharaṇāt bhūyaḥ śokaḥ ślokatvam āgataḥ»
(Rāmāyaṇa, I, 2, 40)

## Caratteristiche
Lo śloka è considerato un distico. Ogni emistichio di sedici sillabe può essere in forma normale (pathyā) o estesa (vipulā), come si può vedere nello schema riportato.
I semiversi pathyā e vipulā sono collocati nello schema in ordine di frequenza. In 2579 semiversi presi da Kālidāsa, Magha, Bhāravi e Bilhana, ognuna delle quattro forme ammissibili di śloka ha una frequenza rispettivamente di 2289, 116, 89, 85 occorrenze.
I vincoli metrici relativi a un emistichio in base a due pāda che lo costituiscono sono i seguenti:
- In generale:

1. La 1ª e l'8ª sillaba di ciascun pāda sono entrambe ancipite.
2. La 2ª e la 3ª sillaba di ciascun pāda non possono essere entrambe leggere (laghu, "⏑"), quindi almeno una delle due, in ciascun pāda, deve essere pesante (guru, "–").
3. La 2ª, la 3ª e la 4ª sillaba del secondo pāda non possono formare un ra-gaṇa (pesante-leggera-pesante o "– ⏑ –")
4. La 5ª, la 6ª e la 7ª sillaba del secondo pāda devono formare un ja-gaṇa (leggera-pesante-leggera o "⏑ – ⏑"), rafforzando la cadenza giambica.

- Nella forma normale (pathyā)

1. La 5ª, la 6ª e la 7ª sillaba del primo pāda devono formare un ya-gaṇa (leggera-pesante-pesante o "⏑ – –")

- Nella forma estesa (vipulā) la 4ª sillaba del primo pāda è pesante. Inoltre è permessa una delle seguenti forme variate:

1. na-vipulā: la 5ª, la 6ª e la 7ª sillaba formano un na-gaṇa (leggera-leggera-leggera o "⏑ ⏑ ⏑")
2. bha-vipulā: le sillabe dalla 2ª alla 7ª formano un ra-bha gaṇas (pesante-leggera-pesante-pesante-leggera-leggera o "– ⏑ – – ⏑ ⏑") o un ma-bha gaṇas con una cesura intermedia (pesante-pesante-pesante-(cesura)-pesante-leggera-leggera o "– – – , – ⏑ ⏑")
3. ma-vipulā: le sillabe dalla 2ª alla 7ª formano un ra-ma gaṇas con una cesura dopo la 5ª (pesante-leggera-pesante-pesante-(cesura)-pesante-pesante o "– ⏑ – – , – –")
4. ra-vipulā: la 5ª, la 6ª e la 7ª sillaba formano un ra-gaṇa che segue una cesura ((cesura)-pesante-leggera-pesante ", – ⏑ –")

Da segnalare è la volontà di evitare una cadenza giambica nel primo pāda. A titolo di confronto le sillabe dalla 5ª alla 7ª di ciascun pāda nello anuṣṭubh in sanscrito vedico antico formano tipicamente uno ja-gaṇa (leggero-pesante-leggero o "⏑ – ⏑") o un giambo.
Un esempio di stanza che non rispetta i requisiti classici di uno śloka è la seguente, presa dallo Śatapatha Brāhmaṇa:
āsandīvati dhānyādaṃ rukmiṇaṃ haritasrajam
abadhnādaśvaṃ sārańgaṃ devebhyo janamejaya
Tradotto letteralmente con:
"Ad Āsandîvat, Janamejaya lega per gli dei un [cavallo] a macchie nere, mangiatore di grano
cavallo, decorato con un ornamento d'oro e con ghirlande gialle."